# كوكاتو أسود أصفر الذيل
الكوكاتو الأسود أصفر الذيل (باللاتينية: Calyptorhynchus funereus) (بالإنجليزية: Yellow-tailed black cockatoo)‏ هو كوكاتو كبير يعود موطنه إلى الجنوب الشرقى في أستراليا، حيث يتراوح طوله من 55إلى 65 سنتميتراً. تتميز الكوكاتو بوجود عُرف على الجزء العلوي من رأسها. وفي الغالب يكون ريشها من لونين أسود وبني، ولديه نقط صفراء بارزة على خده، وفرقة ذيل صفراء أيضاً. وريش الجسم الأثفر يعطى مظهر صدفي. لدى الذكر البالغ منقار أسود وعيون وردية حمراء، وتملك الأنثى منقار بلون العظام وعيون رمادية. عند الطيران، يرفرف طائر الكوكاتو الأسود أصفر الذيل بجناحيه بعمق وببطء، مع حركة انسيابية ثقيلة وغريبة. يصل صوت نحيبهم المفزع العالي إلى مسافات طويلة.
يًوجد الكوكاتو الأسود أصفر الذيل في المناطق الحرجية (الغابات) من جنوب ووسط شرق ولاية كوينزلاند إلى الجنوب الشرقي في جنويب أستراليا، بما في ذلك مجموعة صغيرة موجودة باستمرار في شبه جزيرة آير. تم التعرف على سلالتين، على الرغم من أن تزمانيا وسكان البر الرئيسى الجنوبي Xanthanotus يمكن تميزها عن بعضها البعض ليصبح الإجمالى ثلاث سلالات. طيور سلالة Funereus(كوينزلاند وفيكتوريا الشرقية) لديها أجنحة وذيول أطول وريش أكثر قتامة بوجه عام، بينما طيور سلالة Xanthanotus(فيكتوريا الغربية، جنوب أستراليا، وتزمانيا) تتميز بشكلها الصدفي البارز.
على عكس الفصائل الأخرى من الكوكاتو، يحتوي النظام الغذائي للكوكاتو الأسود أصفر اللون على أجزاء كبيرة من يرقات الخشب، كما أنها تتناول البذور. تبنى عشها في الأشجار العالية المجوفة بأقطار كبيرة إلى حد ما، مثل أشجار كينا. على الرغم من انتشارها على مدى واسع، وفقدان عدد كبير من الأشجار المناسبة لبناء عششها، سبب انخفاض عدد السكان في فيكتوريا وجنوب أستراليا. في بعض الأماكن تكيفت الكوكاتو الأسود أصفر الذيل مع البشر، كما يمكن أن تراها في أجزاء من سيدني وملبورن الحضرية. ولكن لا توجد بصورة عامة ضمن تربية الطيور، خاصاً خارج أستراليا. مثل معظم الببغاوات، يتم حمايتها من قبل معاهدة التجارة العالمية لأصناف الحيوان والنبات البري المهدد بالإنقراض CITES ، اتفاق دولى، الذي جعل تجارة واستيراد وتصدير الفصائل البرية المدرجة غير قانوني.

## التصنيف والتسمية

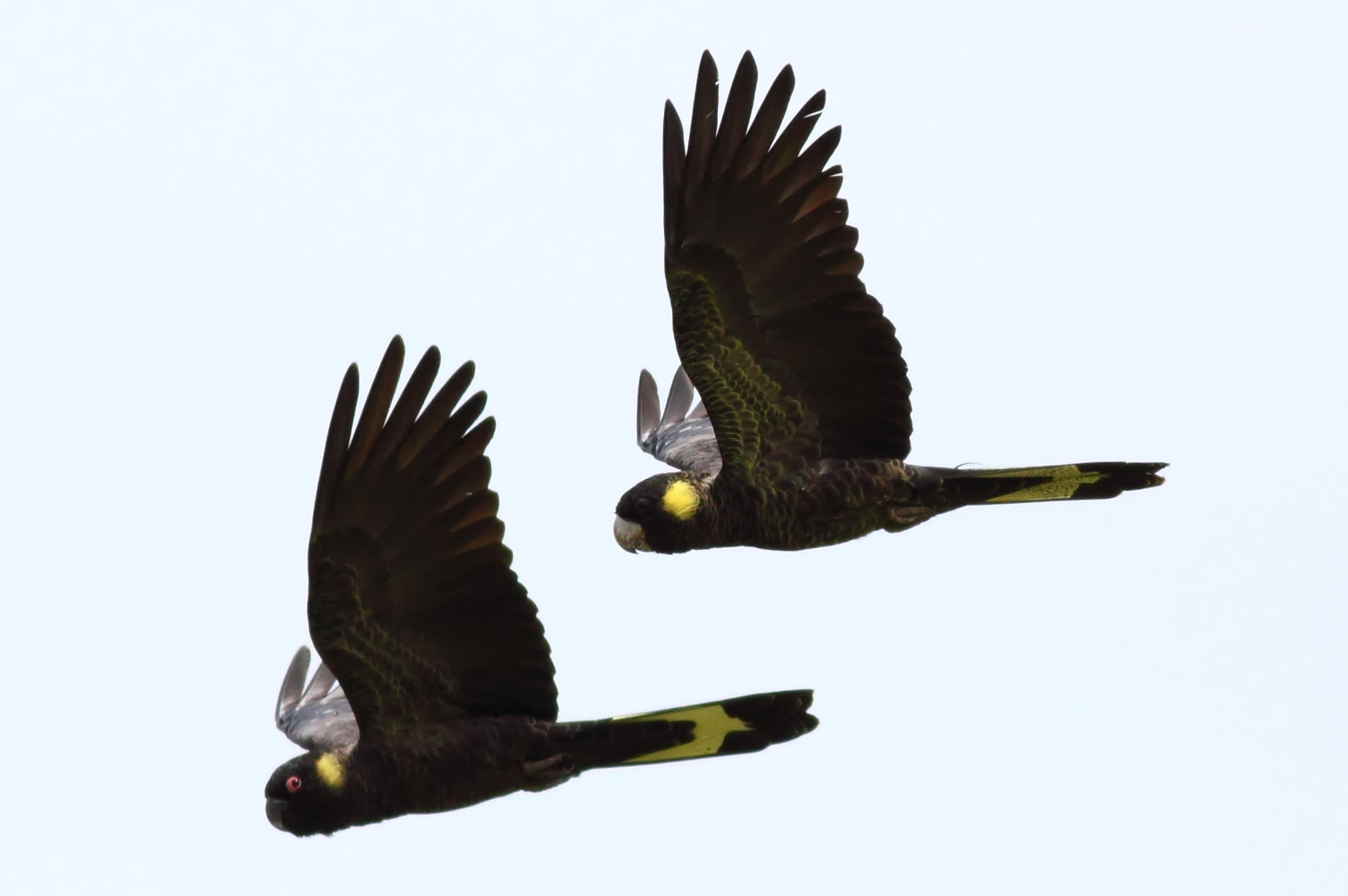
زوج من الكوكاتو يحلق في فيكتوريا، أستراليا

وصف عالم الطبيعة الأنجليزى جورج شو الكوكاتو الأسود أصفر الذيل في 1794 ببغباء رمادى أفريقى" Psittacus Funereus"، وهذا الاسم Funereus نسبة إلى لون ريشه الأسود الكئيب، كمن يرتدى للذهاب إلى جنازة. صنفه عالم الحيان الفرنسي أنسيلمي غايتان ديماريه في جنس جديد Calyptorhynchus في 1826. اشتُق اسم الجنس من الكلمات اليونانية بمعنى (calyptos) «الخفية» و (rhynchos) «منقار».
اختصاصي الطيور جون جولد عرف الببغاء الأسود أصفر الذيل بالكوكاتو التعيس. من ضمن الأسماء الشائعة لهذا الطائر: الكوكاتو الأسود أصفر الذيل، والكوكاتو الأسود ذو أذنين صفراء، وWylah. وكان Wy-la مصطلح السكان الأصليين من منطقة هنتر في نيو ساوث ويلز، بينما اسم Dharawal(لغة سكان أستراليا الأصلين) من منطقة الارورا يكون Ngaoaraa. اقترح العالم والمسئول عن الببغاوات مات كاميرون اسقاط كلمة الأسود من اسم الكوكاتو ليصبح «الكوكاتو أصفر الذيل»، موضحاً إنه كلما كات الاسم أقصر كلما كانت منتشرة ومقبولة على نطاق واسع.
ضمن جنس، فصيلة أصفر الذيل وفصيلتين أبيض الذيل الأسترالية الغربية، والكوكاتو الأسود قصير المنقار وطويل المنقار تشكل جينس Zanda، والكوكاتو الأسود أحمر الذيل المصقول تشكل جينس أخر، Calyptorhynchus. ويمكن تمييز المجموعتين عن بعضهما البعض من طريقة طلبهما للطعام ودرجة مثنوية الشكل الجنسية. ذكور وإناث المجموعة الثانية لها ريش مختلف بطريقة ملحوظة، بينما ذكور وإناث المجموعة الأولى لديها نفس الريش.
وقد اعتبرت الفصائل الثلاثة في جينس Zanda في العديد من الأحيان كفصيلتين فقط، وبعد ذلك اعتبروا كفصيلة واحدة لسنوات عديدة. في بحث 1979، أوضح اختصاصى الطيور الأسترالي دنيس ساندرز التشابهات بين الكوكاتو الأسود أصفر الذيل قصير المنقار وXanthanotus الجنس الجنوبي وعاملهم كفصيلة واحدة، مع طويلة المنقار كفصيلة متميزة. كما أوضح أن أستراليا الغربية كانت مستعمرة في فترتين منفصلتين، واحدة بواسطة سلف مشترك من الأشكال الثلاثة (والتي أصبحت الكوكاتو الأسود طويل المنقار)، والأخرى من قبل الفصيلة التي أصبحت فيما بعد الكوكاتو الأسود قصير المنقار. ومع ذلك، تحليل بروتين (allozymes) إنزيمات متغايرة جينياً والذي نشر في 1984 كاشفاً عن تقارب فصيلتين أستراليا الغربية من بعضهما البعض أكثر من أصفر الذيل. ومنذ ذلك الوقت تم الاجتماع على معاملتهم كثلاث فصائل مختلفة.
من ضمن الأنواع، تم التعرف على نويع (تصغير كلمة نوع)نويعين:
- C.F. Funereus، وتعرف على إنها الكوكاتو الأسود أصفر الذيل الشرقي. ووجدت من Berserker Range في وسط ولاية كوينزلاند، جنوباً عبر نيو ساوث ويلز، حتى شرق فيكتوريا. وتميزت بحجمها الكبير، كما تتميز بطول أجنحتها وذيولها، وكبر حجم منقارها ومخالبها.
- C.F.Xanthanotus، والمعروفة باسم الكوكاتو الأسود أصفر الذيل الجنوبي، ووجدت في غرب فيكتوريا، وجنوب شرق جنوب أستراليا، وجزر باس (مضيق)، وتسمانيا. وصفها جولد في 1838 وبعد ذلك غير هجائه لها إلى " Xanthonotus". ومع ذلك، فقد تم التعرف على الاسم الأول الذي أخذ الأسبقية في ICZN في تسمية القواعد والأملاء والحفاظ عليها. وأشار ساندرز في بحث 1979 أن ذكور الطيور من تسمانيا لديهم مناقير أعمق من أقاربها في البر الرئيسي، وأناث تسمانيا أكبر في الحجم من الذكور. ومع ذلك، هذه الملاحظة لم يتم تكرراها وتداولها ومعظم السلطات المسئولة عن الكوكاتو لم تعترف الا بوجود سلالتين. وإذا تم التعرف على السلالة الثالثة ستسمى فصيلة البر الرئيسي الجنوبى Whiteae، وسميت كذلك يواسطة غريغوري ماثيوز في 1912. والاسم Xanthanotus، اُطلق في الأصل على عينات تسمانيا، يقتصر فقط على سكان تسمانيا.

## الوصف

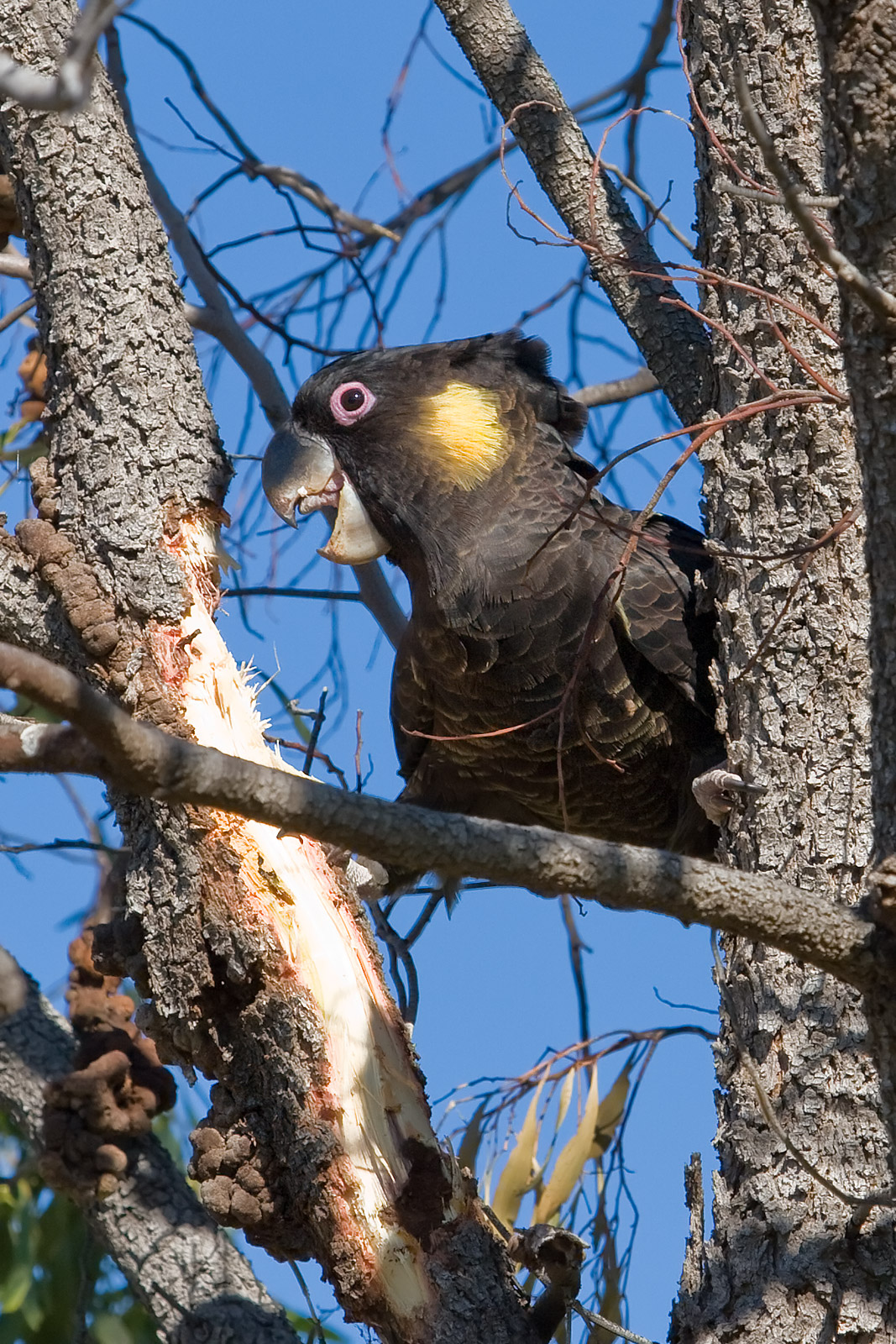
كوكاتو ذكر ينزع جزءً من شجرة في سويفتس كريك، فيكتوريا، أستراليا

يتراوح طول الكوكاتو الأسود أصفر الذيل من 55 إلى 65 سنتميتراً (22-26 إنش)، ويزن من 750 إلى 900 جرام. لديه عُرف صغير متحرك في الجزء العلوى من رأسه، ويتميز بلون ريشه الأسود المائل إلى البنى، مع ظهور ريش شاحب اللون على رقبته، مؤخرته، وأجنحته، ولون أصفر باهت في ريش ذيله. ويبلغ طول الريش في ذيل فصيلة Funereus حوالى 33 سنتميتراً (13 إنش)، مع متوسط طول ريش ذيله 5 سنتمستراً (2 إنش) أطول من الموجود في فصيلة Xanthanotus. متوسط وزن ذكر Funereus حوالي 731جرام وتزن اإناث حوالي 800 جرام. وطيور البر الرئيسي Xanthantous أثقل في الوزن من طيور تسمانيا؛ متوسط وزن الذكور في البر الرئيسي حوالي 630 جرام والأناث حوالى 637 جرام، بينما يزن الذكور واإناث في تسمانيا 583-585 على التوالي. كما يبلغ متوسط طول طيور البر الرئيسي وتسمانيا حوالي 28 سنتميتراً. الريش الأسود المائل إلى البني يكون أكثر صلابة في الانواع الشرقية. بينما السلالة الجنوبية تتميز بالشكل الصدفى البارز على الأجزاء السفلى.
لدى ذكر الكوكاتو الأسود أصفر الذيل منقار أسود، ورقعة صفراء على جاني كل عين، وعيون حلقية وردية أو حمراء اللون. ولدى الانثى عيون رمادية ومنقار بنى اللون ورقع صفراء أكثر وضوحاً على خديها. تملك الطيور غير الناضجة ريش صغير في كل مكان، ومنقار بنى اللون، وعيون رمادية. المنقار العلوى للطيور غير الناضجة من الذكور يميل إلى اللون الأسود على سنتين يبدأ من قاعدة المنقار وينتشر أكثر من عشرة أسابيع. في وقت متأخر من أربع سنوات من العمر، يميل المنقار السفلى إلى اللون الأسود. أشار المزارع واختصاصى الطيور الهاوي إلى أن التشابه بين عين الطاصر الصغير والانثى يمنع الذكر الناضج من أن تصبح عدوانية مع الطيور الصغيرة. ولاحظ أيضاً أن حلقات العين (eye rings)تكون أكثر إشراقاً لطرد الذكور العدوانية. يحدث انسلاخ على عدة مراحل خلال عام واحد، ولكن لا يُفهم جيداً.ربما تظهر الغربان متشابهه وهي تحلق من بعيد؛ ولكنها تملك ذيول قصيرة، وضربات جناح سريعة، وأصوات للنداء مختلفة.
وقد سجلت جميع الطيور الصفراء التي تفتقر إلى الصباغ الأسود في واكهوب، نيو ساوث ويلز، في ديسمبر 1996، وظلت ككجزء من مجموعة الكوكاتو المحلية لمدة أربع سنوات. وسجلت الطيور ذو الريش الاصفر الجزئي من مناطق مختلفة في فيكتوريا. هذه الطيور هي الحالات المحتملة من Xanthochromism. يوجد صورة لكل طائر هنا.

## التوزيع والبيئة الطبيعية

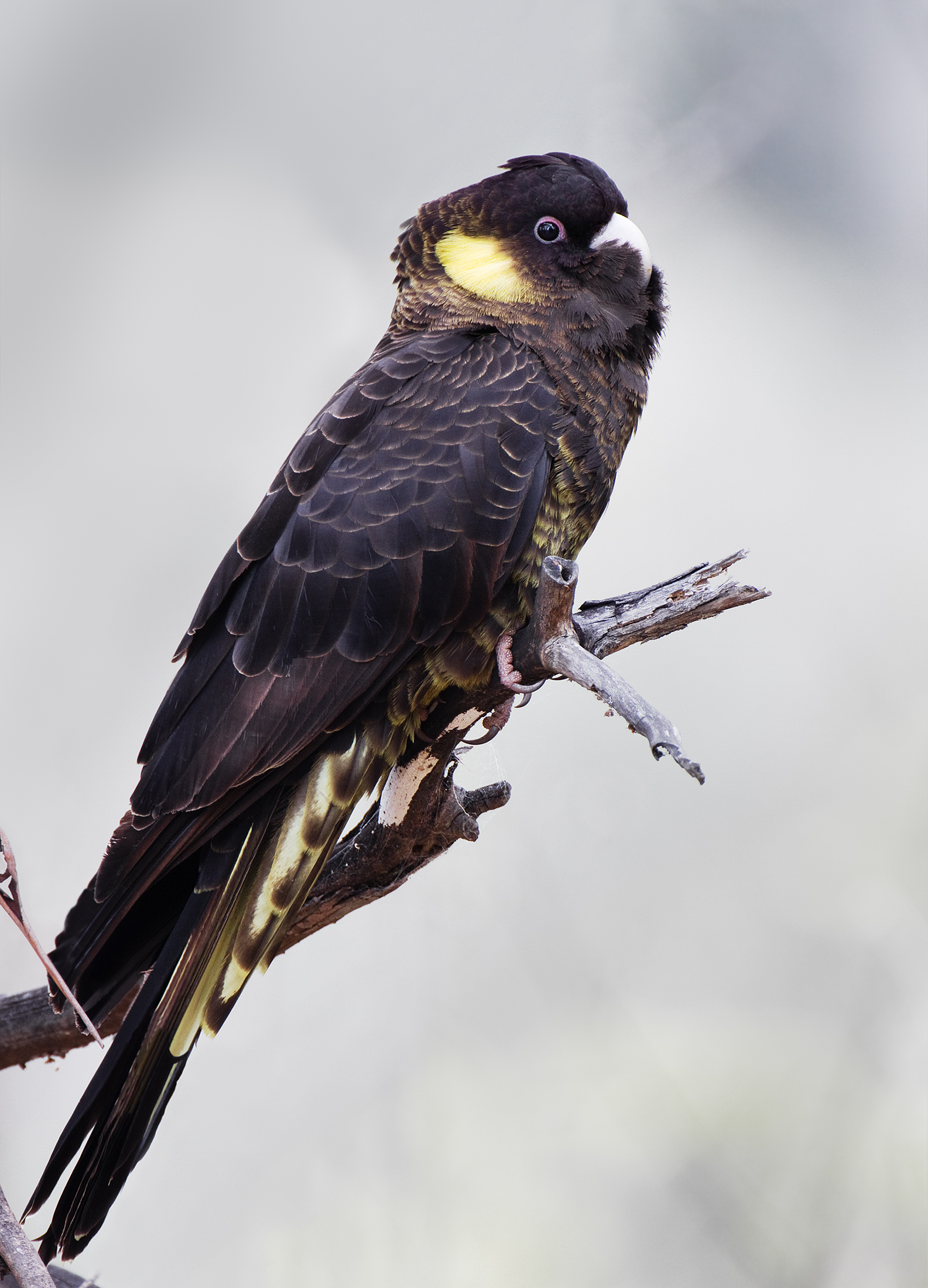
ذكر غير ناضج(أقل من عامين) لفصيلة Xanthanotus في جزيرة برونى، تسمانيا، أستراليا

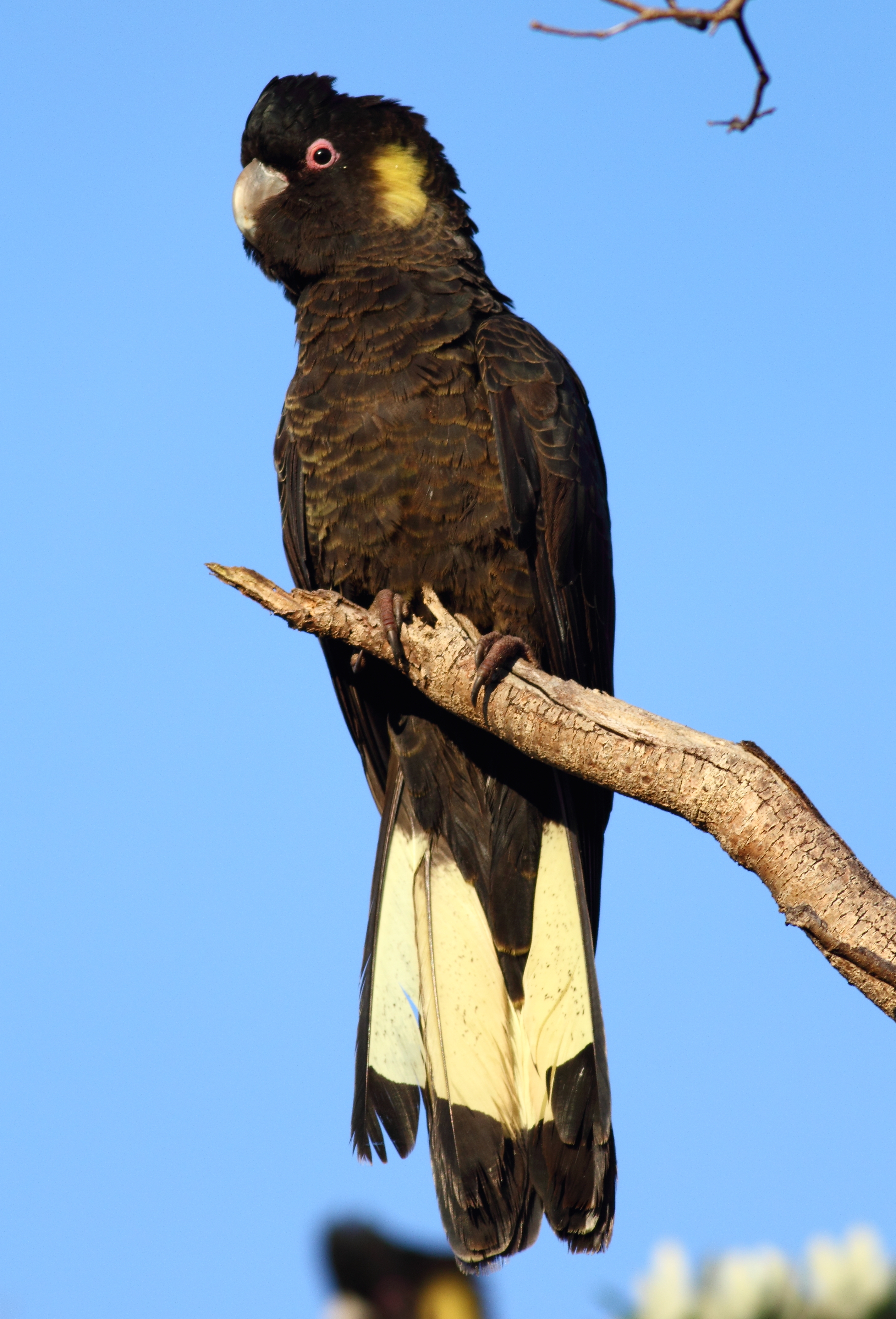
ذكر ناضج لفصيلة Funereus في فيكتوريا، أستراليا

وًجد الكوكاتو الأسود أصفر الذيل على بعد 2000 متر (6500 قدم) فوق مستوى سطح البحر على جنوب شرق أشتراليا بما في ذلك جزيرة تسمانيا وجزر مضيق باس (الكينج، فلندرز، وجزر كيب العميقة)، وأيضاً جزر الكنغرو. في تسمانيا وجزر مضيق باس هو الكوكاتو الأسود الأصلى الوحيد. في البر الرئيسي، يوجد الكوكاتو من جوار الجن جن وغمبيا في جنوب ووسط شرق كوينزلاند، جنوباً عبر نيو ساوث ويلز، حيث إنه يحدث على حانب غريت ديفايدينغ إلى الساحل، وإلى وعبر ومعظم فيكتوريا في الزاوية الشمالية والشمالية الغربية، إلى coorong (منطقة محمية تقع جنوب أستراليا) وسلسلة مونت لوفتي في الجنوب الشرقى جنوب أستراليا. عدد السكان من الطيور صغير يتراوح بين 30 إلى 40 طائر يعيش في شبه جزيرة آير بعد التكاثر. هناك تم العثور عليهم في غابة (sugar gum(Eucalyptuscladocalyx (حيث شجر الكافور في جنوب أستراليا) في شبه الجزيرة السفلى، وتهاجر إلى مناطق مالى في شبه الجزيرة الشمالية بعد التكاثر. هناك دليل على انتقال الطيور في منطقة نيو ساوث ويلز جنوب الساحل من المناطق المرتفعة إلى المنخفضة نحو الساحل في الشتاء. إنها عادة ما تكون شائعة أو شائعة محلياً ضمن مجموعة كبيرة من العادات، على الرغم من إنها تميل إلى أن تكون محلياً نادرة في مداها.تقتصر مناطق تكاثرها على مناطق الأشجار القديمة الكبيرة.
يمكن العثور على الطيور في مجموعة متنوعة من البيئات بما فيها الغابات العشبية، والغابات النهرية، والبؤر، والمناطق عند سفح الجبل، ومزارع الصنوبر، وفي بعض الأحيان في المناطق الحضرية ما دام هناك إمدادات غذائية وفيرة. وقد تمتد إلى أجزاء من ضاحية سيدنى، خاصة بالقرب من ملاعب الغولف، ومزارع الصنوبر، والحدائق العامة مثل سنتنيال بارك في الضواحى الشرقية. ومن غير الواضح إذا كان هذا بسبب التكيف أو بسبب عدم توافر بيئات في مناطق أخرى. في ملبورن الحضرية، قام بتسجيل ما يسمى«حرائق الغابات في السبت الأسود» في يارا بينيد بارك في 2009، والذي أدى إلى فقدان بيئتها الطبيعية بالنسبة لهم قد شوهدت في مناطق أخرى منها مناطق ملبورن الحضرية.

## البيئة والسلوك

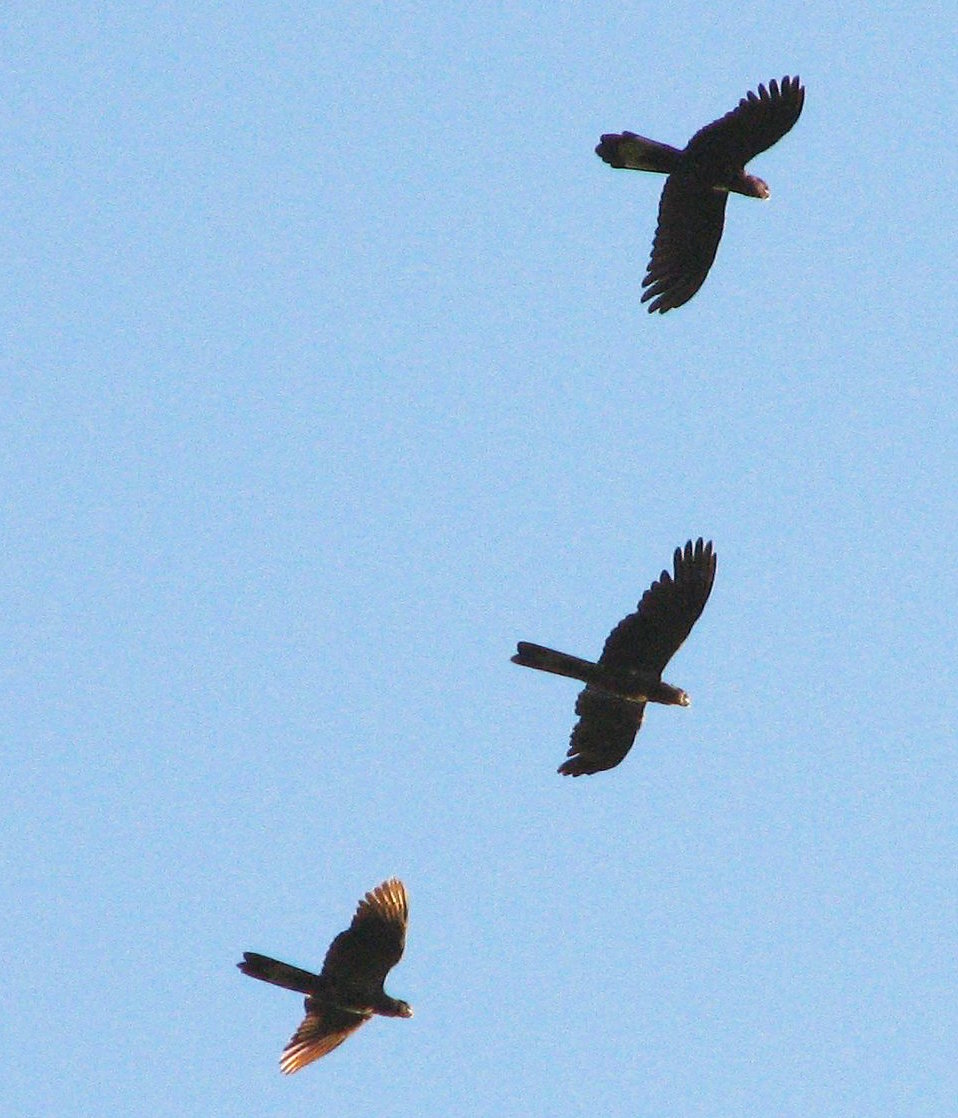
عائلة من الطيور تحلق فوق تسمانيا

الكوكاتو الأسود أصفر اللون هي ببغاوات نهارية، ذو صوت أجش صاخب، كما يمكن سماعهم قيل رؤيتهم. إنها تقوم برحلات طويلة محلقة على ارتفاع كبير بينما تنادي على بعضها البعض، وغالباً يمكن رؤيتهم يحلقون في أزواج أو ثلاثيات يتكون من زوجين وصغارهما، أو في مجموعات صغيرة. خارج موسم التكاثر في الخريف أو الشتاء يمكن أن تحلق الكوكاتو في قطيع يتكون من مائة طائر أو أكثر، بينما يتم الحفاظ على التفاعل الأسري بين الأزواج والثلاثيات. وعامة هي طيور حذرة، على الرغم من إنا تكون أقل خجلاً في المناطق الحضرية وشبه الحضرية.و دائماً ما تكون على الأشجار، ولا تصل إلى مستوى الأرض إلا عندما تهبط لتلتقط حبة من الصنوير أو الذرة، أو لتشرب. وًصفت طريقة طيرانهم بالمرونة، كما وصف بالكسل والعمق وضربات أجنحتهم بطيئة.
و يتم اختيار أشجار الكافور عالية القامة عن الأشجار الأخرى لتكون مكان مبيت الطيور (المجثم)، حيث تستريح عليها الطيور أثناء الليل، وأيضاً لتحتمى من حرارة النهار. وغالباً ما تجتمع قبل الغسق، وتنخرط في تهيتة وإطعام الصغار، والتحليق ببهلوانية (بخفة). وتعود قطيع الطيور للتجثيم مبكراً في الأحوال الجوية السيئة.
النداء المعتاد هو صوت نحيب عالى وغريب، "Kee-ow...Kee-ow...Kee-ow"، يصدر هذا الصوت عند التحليق أو التجثيم، ويمكن سماعه من مسافات بعيدة. يمكن أن تصدر الطيور صوت نداء تنبيهى قاسى. كما أنها تصدر صوت رقيق عند البحث عن يرقات العث. الطيور الناضجة تكون هادئة عند أطعام صغارها، بينما يصدر صغار الطيور أصوات صاخبة. يمكن أن يحاكى طائر القيثارى أصوات إتصال الكوكاتو الأسود أصفر الذيل الناضج بنجاح قليل.

### التغذية

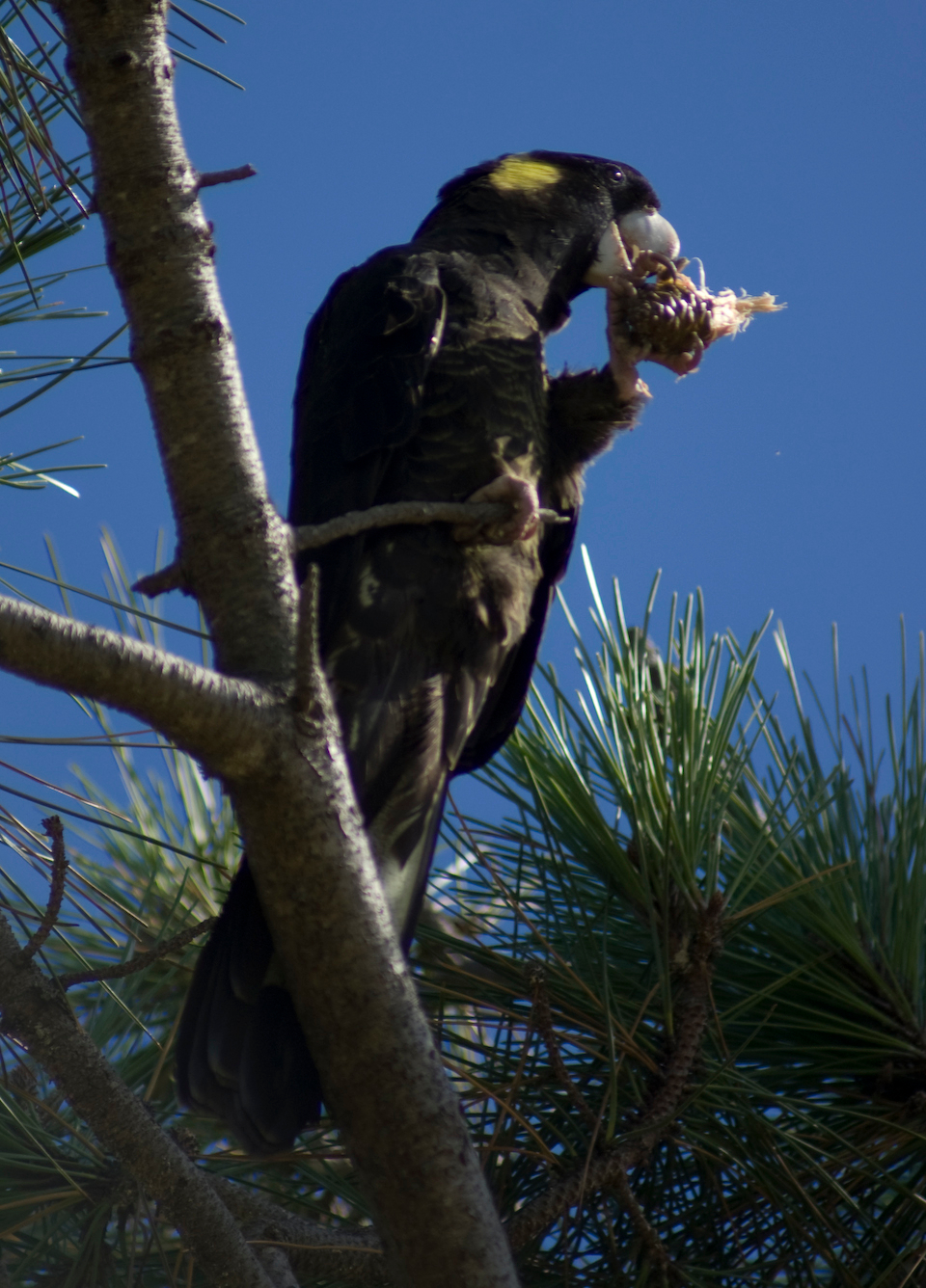
أنثى كوكاتو من فصيلة Funereus تأكل بذور الصنوبر

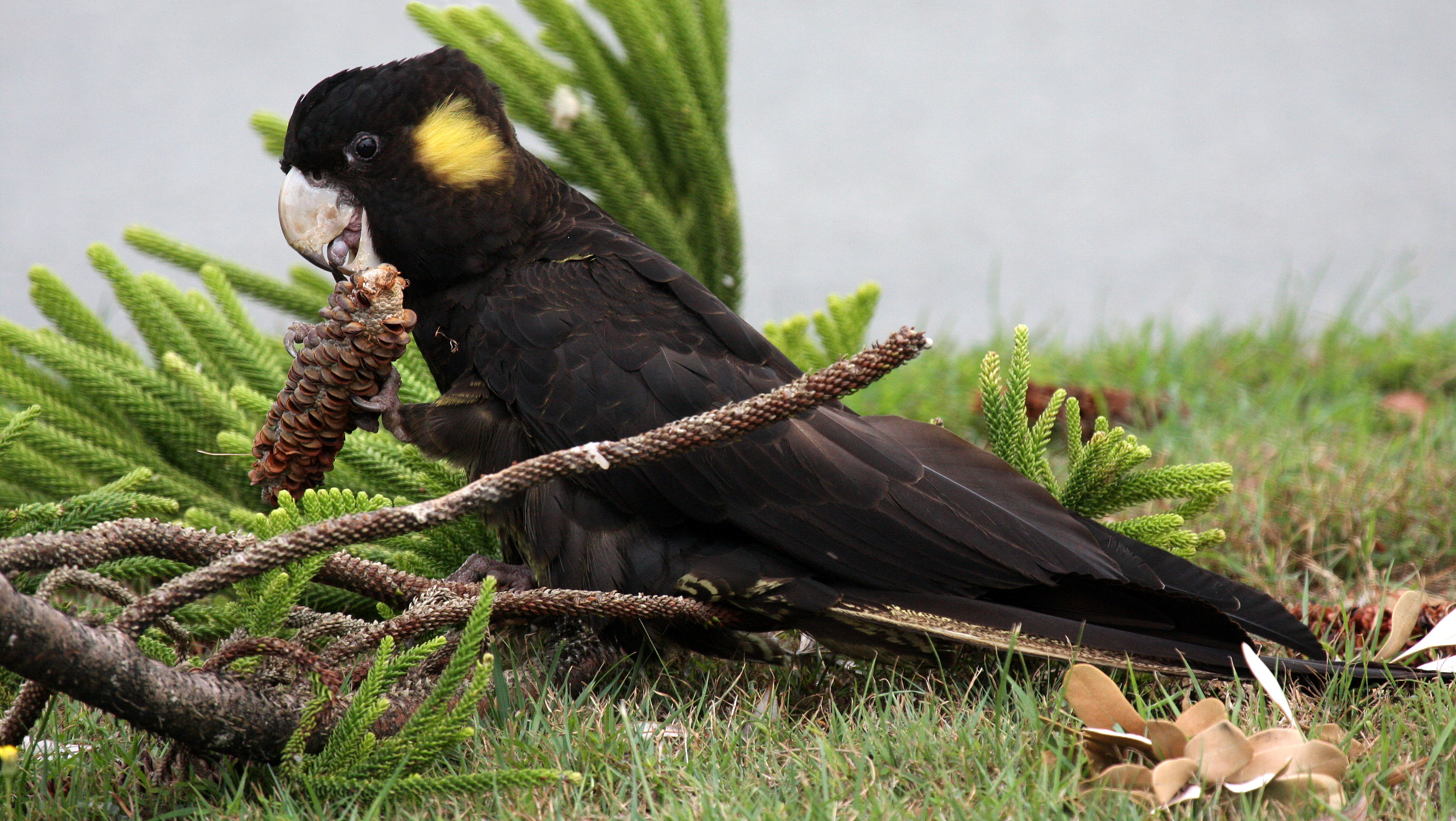
أنثى كوكاتو تأكل Banksia integrifolia

النظام الغذائى للكوكاتو الأسود أصفر الذيل متنوع ومتاح في مجموعة من البيئات التي تقع ضمن توزيعها، والتي تقلل من خطر تعرضهم للتدهور أو تغيير بيئتهم. يحتوى النظام الغذائى على البذور الأشجار الأصلية، وخاصة بذور السنديان، وبذور Banksia, Casuarina, galls, E. nitida، وزهور E. maculata . كما أنها تتغذى على بذور الصنوبر، وبراعم الازهار، وشجرة البق الدرادار. وفي شبه جزيرة آير، أصبح الكوكاتو يعتمد على الصنوبر الحلبى، جنباً إلى جنب مع أنواع البذور الأصلية.
يبدو الكوكاتو الأسود أصفر الذيل شديد الولع بيرقات الخنافس مثل الخنفساء طويلة القرون Tryphocaria acanthocera ويرقات العث Xyleutes boisduvali. تسعى الطيور للحصول على هذه اليرقات طوال العام ولا سيما في شهرى يونيو ويوليو، عندما تكون فراشة اليسروع أكبر. تقوم الكوكاتو بالبحث في الثقوب، واستخدام بعض اللدغات الاستكشافية للبحث عن اليرقات. في حال نجاحها، يقوم ببناء مبيت لها قبل البدء في قلع وحفر اليرقات والتي دُفنت عميقاً داخل الخشب الصلب.
لوحظ كوكاتو اسود أصفر الذيل يقوم بنزع 4في2 سم (1.6في0.8 أنش) قطعة من جذع شجرة ميتة Leptospeermum في مستنقع اكاسيا بالقرب من شمال غرب تسمانيا. ومن ثم كشط منطقة بيضاء حوالى 0.5mm سميكة من السطح الداخلى بمنقاره. وتحلت هذه الطبقة البيضاء إلى فطريات ووحل عفن ينمو في كامبيوم اللحاء.
وقد تم الأبلاغ عن ببغاوات سوداء صفراء الذيل تحلق إلى بذور أقماع Banksia بعد عشرة أيام من حريق الحدائق كأنها مسام فُتحت. تفضل الكوكاتو في أشجار الصنوبر الاقماع الخضراءو التي تقتلعها من الجذع وتمسكها بقدم واحدة، وبعد ذلك بطريقة منهجية تستخرج البذور منها. يستغرق الكوكاتو حوالى 20 دقيقة في عملية استخراج البذور.
يشرب الكوكاتو من أماكن مختلفة، من الأحواض والبرك، وتقوم بذلك في الصباح الباكر أو في وقت متأخر بعد الظهر. يرقات الحشرات، والبقوليات، والبذور من ضمن الأطعمة التي قيل إنها لتغذية الصغار.